# تاکسیارکیس
تاکسیارکیس (به لاتین: Taxiarchis) یک منطقهٔ مسکونی در یونان است.